# Близнюк, Илья Владиславович
Илья́ Владисла́вович Близню́к (укр. Ілля Владиславович Близнюк; род. 28 июля 1973, Запорожье) — украинский футболист, вратарь. Выступал за сборную Украины. После завершения активной карьеры игрока стал футбольным тренером.

## Биография

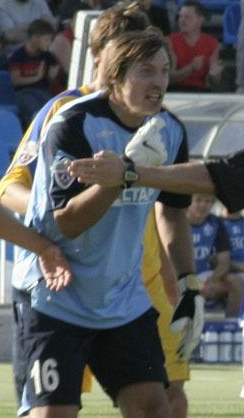
Близнюк в Ростове

### Клубная карьера
Начал карьеру в запорожском «Металлурге», затем играл в кировоградской «Звезде», днепропетровском «Днепре», киевском «Динамо» а также за российские клубы.

### Карьера в сборной
За сборную Украины сыграл 2 матча, первый матч 13 августа 1996 года в товарищеском матче со сборной Литвы, вышел на 68 минуте вместо Олега Суслова и пропустил один гол. Второй, также товарищеский, матч провёл 23 марта 1997 года против сборной Молдавии, в котором отыграл весь первый тайм, а в перерыве был заменён Александром Шовковским. Больше в сборную не вызывался, а впоследствии принял российское гражданство.

### Тренерская карьера
С 2008 по 2010 годы был главным тренером ФК «Ильичевец», затем переехал в Россию работать помощником главного тренера в ФК «Ростов». С 2013 года главный тренер ФК «Полтава». В январе 2015 года Илья Близнюк был отправлен в отставку с поста главного тренера в связи с неудовлетворительными результатами команды.
В июне 2017 года стал главным тренером клуба «Сумы». 31 августа 2017, после поражения от ФК «Полтава» (0:4) и в целом серии без побед в 8 матчей, подал в отставку.

## Личная жизнь
Дочь Анастасия — российская гимнастка, двукратная олимпийская чемпионка по художественной гимнастике в групповом многоборье (2012, 2016).